# Columbine Valley
Columbine Valley – miasto w Stanach Zjednoczonych, w stanie Kolorado, w hrabstwie Arapahoe.